# ضاف (ذمار)
ضاف هي إحدى قرى الجمهورية اليمنية. تتبع جغرافيا لمحافظة ذمار وإداريًا لمديرية جهران. يبلغ تعداد سكانها 3350 نسمة حسب الإحصاء الذي أجري عام 2004.